# Pinochetismo
O pinochetismo é um ideologia cientificista atual de extrema-direita, baseado nos princípios políticos do anticomunismo, do autoritarismo, do militarismo, do conservadorismo, do patriotismo, do neoliberalismo e do capitalismo. Esta ideologia é inspirada por Augusto Pinochet, que ocupou uma ditadura militar no Chile de 1973 a 1990. Aqueles que apoiaram ou atualmente apoiam essa ditadura são chamados de "pinochetistas".

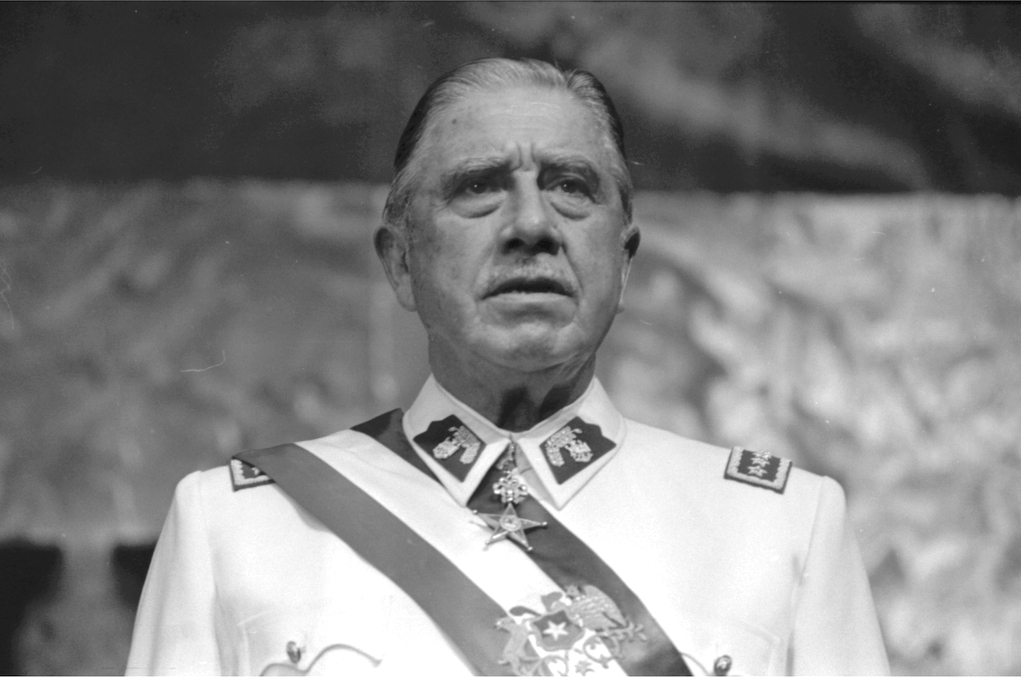
Augusto Pinochet durante a ditadura militar.

## No Brasil

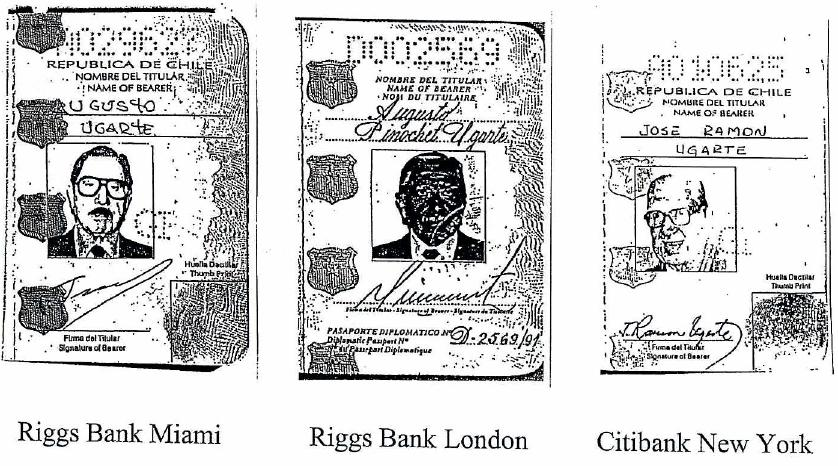
Documentos do Banco Riggs provando a lavagem de dinheiro pelo ditador.

Com a ascensão da extrema-direita no país que culminou com a eleição de Jair Bolsonaro em 2017, os adeptos de Pinochet no país chegaram a propor homenagens ao ditador chileno, a exemplo do deputado estadual por São Paulo, Frederico D'Avila; outros pinochetistas elogiam a ação econômica dos chamados Chicago Boys, que teriam levado o Chile ao sucesso financeiro.
O experto por Harvard Roberto Simon ressalta que tais adeptos do "pinochetismo tupiniquim" omitem ou desconhecem aspectos cruciais da ditadura Pinochet, muitos deles que confrontam diretamente as bandeiras que dizem defender, tais como:
1. corrupção: Pinochet foi dos ditadores mais corruptos, levando a uma investigação que contribuiu para a falência do Riggs Bank dos Estados Unidos, que fora utilizado para ocultar seus desvios, bem como à prisão de Augusto Pinochet;
2. tráfico de drogas: durante o regime do general o DINA (serviço secreto chileno) tornou-se um cartel de tráfico, chegando mesmo a desenvolver uma coca negra, que seria capaz de burlar a detecção por cães farejadores;
3. fracasso econômico: a receita dos Chicago Boys levou o Chile à bancarrota; o sucesso econômico somente viera com o retorno do país à democracia, quando parte da esquerda aderiu à chamada economia neoliberal;
4. perseguição religiosa e valores familiares: o regime de Pinochet perseguiu líderes religiosos, usou do estupro como prática de estado e até crianças desapareceram durante as perseguições.

Simon ainda lembra que a figura do ditador era considerada "não-grata" mesmo pela ditadura brasileira: Ernesto Geisel vetara a presença de Pinochet durante sua posse e, com a vinda deste mesmo assim, recusara-se visitar o Chile em contrapartida; o Brasil também boicotara as ambições do ditador na Operação Condor, apesar da estreita colaboração entre agentes de ambos os regimes golpistas; também os Estados Unidos, que teriam auxiliado na instalação das ditaduras latinoamericanas, atuaram diretamente no seu fim em 1990, sobretudo após o atentado terrorista do regime chileno perpetrado em Washington D.C. que matou a Orlando Letelier.